# فهد المنيف (لاعب كرة قدم مواليد 1989)
فهد المنيف لاعب كرة قدم سعودي و يلعب في مركز مهاجم.

## مسيرة اللاعب
كانت بداياته مع نادي النصر و انتقل بعدها إلى نادي الفيحاء و بعد انتقل إلى نادي الشباب و منه إلى نادي الشعلة إلى ان استقر في الفيصلي و عاد إلى نادي الشعلة في عام 2017 و انتقل إلى القادسية في عام 2019 و بعدها مع نادي أحد و عاد مرة ثالثة إلى نادي الشعلة و بعدها الشرق ونادي النعيرية ونادي بيشة.

## روابط خارجية
- فهد المنيف على موقع قاعدة بيانات كرة القدم.إي يو (الإنجليزية)
- فهد المنيف على موقع Soccerway.com (الإنجليزية)
- فهد المنيف على موقع كووورة